# Kamyristi
Kamyristi (лат.) — ископаемый род перепончатокрылых из семейства Megalyridae. Таймырский янтарь, меловой период (Россия).

## Этимология
Родовое название Kamyristi это анаграмма от Taïmyrski («Таймырский») — русского названия полуострова Таймыр, откуда происходят кусочки янтаря, содержащие образцы.

## Описание
Мелкие наездники, длина тела около 2 мм. Род выделен в монотипическую трибу Kamyristiini с признаками:
голова прогнатная; сложный глаз без заднего киля; субантеннальная борозда без дорсального киля; мандибулы с тремя зубцами; затылочный киль присутствует, изогнут в сторону мандибул. Медианная мезоскутальная борозда мелкозубчатая; парапсидальная линия отсутствует; проподеум ареолатно-ругозный. Переднее крыло гиалиновое с C, Sc+R, A, cu-a, Rs+M, M, Rs и R1 трубчатые; птеростигма крупная; M не достигает апикального края; Rs присутствует только в виде стержня между Rs+M и r-rs; Rs апикально сильно наклонена, изогнута в сторону стигмы; метасома удлиненная, длиннее мезосомы; ножны яйцеклада покрывают только базально-базилярную часть яйцеклада. Дополнительные признаки рода: голова шагренирована; сложный глаз выше длины; затылочный киль ямчатый;членики жгутика усика цилиндрические и удлиненные. Мезосома менее половины длины метасомы; мезоскутум редуцирован на передней части мезосомы, скрывает пронотум дорсально. Переднее крыло с пятиугольной медиальной ячейкой и с призрачными 1m-cu, Cu1 и M+Cu и Cu, Rs+M не выровнена с M+Cu. Задняя лапка с рассеянными прямыми волосками; одна мезотибиальная и одна метатибиальная шпора.
- †Kamyristi exfrigore Brazidec et al., 2024 — Байкура (Таймыр, Россия)
- †Kamyristi yantardakhensis Brazidec et al., 2024 — Янтардах (Таймыр, Россия)